# ウズベク・ソビエト百科事典
ウズベク・ソビエト百科事典 (ウズベク・ソビエトひゃっかじてん、英語: Uzbek Soviet Encyclopedia、ウズベク語: Oʻzbek Sovet Ensikopediyasi, OʻzSE (ラテン文字), / Ўзбек совет энциклопедияси, ЎзСЭ (キリル文字); ロシア語: Узбекская советская энциклопедия, УзСЭ) はウズベク語で書かれた、最大かつ最多項目数を収録した百科事典である。ウズベク・ソビエト百科事典は14巻から構成されている。ウズベク・ソビエト百科事典はウズベク語で書かれた初の一般的な知識を扱った百科事典である。ウズベク・ソビエト百科事典はキリル文字によるウズベク語で印刷された。

## 歴史
ウズベク・ソビエト百科事典は1971年から1980年にかけてタシュケントで発行された。ウズベク・ソビエト百科事典はその一部の内容がロシア語で書かれたソビエト大百科事典からの翻訳であるものの、ウズベク人やウズベク語に関連するトピックについて詳述した内容となっている。ウズベク・ソビエト百科事典はロシア語では利用できない。ウズベキスタン科学アカデミーの会員であるイブラヒム・ムミノヴィチ・ムミノフ博士が1～9巻を編纂し、残りの10～14巻をカミルジャン・アフマドジャノヴィチ・ズファロフが編集した。

## 内容
ウズベク・ソビエト百科事典ではスーフィズムに関して広範な記述を行なっており、一般にホージャ・アフマド・ヤサヴィーのようなウズベク人のスーフィズム哲学者について肯定的な記述を行なっている。ウズベク・ソビエト百科事典は元々はアブドゥラウフ・フィトラトのような反ソビエト主義作家やチョルパンのようなブルジョア民族主義者に対し批判的な記述を行なっていたが、これらの記事はグラスノスチの期間中に修正が行われた。
マルクス主義のバイアスがかかってはいるものの、ウズベク・ソビエト百科事典は社会や経済、応用科学などの知識全般について広範囲に渡り扱っている。また、ウズベク・ソビエト百科事典で特筆すべき点として一般的なソビエト連邦の情報、そして特にウズベク・ソビエト社会主義共和国に関して極めて広範囲に渡る詳細な記述がなされている点が挙げられる。歴史、経済、科学、芸術、文化などを含むウズベク・ソビエト社会主義共和国における生活のあらゆる側面について体系的にとりあげている。ウズベキスタンの外ではあまり知られていない主要なウズベク人の文化や科学に関する事物を包括的に扱っている。